# اندی واتسون (بازیکن فوتبال، زاده ۱۹۷۸)
اندی واتسون (انگلیسی: Andy Watson؛ زادهٔ ۱۳ نوامبر ۱۹۷۸) بازیکن فوتبال اهل بریتانیا است.
از باشگاه‌هایی که در آن بازی کرده‌است می‌توان به باشگاه فوتبال دونکستر راورز، باشگاه فوتبال تاموورث و باشگاه فوتبال فارست گرین راورز اشاره کرد.